# サウリス
サウリス（伊: Sauris）は、イタリア共和国フリウリ＝ヴェネツィア・ジュリア州ウーディネ県にある、人口約400人の基礎自治体（コムーネ）。

## 地理

### 位置・広がり

#### 隣接コムーネ
隣接するコムーネは以下の通り。括弧内のBLはベッルーノ県（ヴェネト州）所属を示す。
- アンペッツォ
- フォルニ・ディ・ソプラ
- フォルニ・ディ・ソット
- オヴァーロ
- プラート・カルニコ
- ヴィーゴ・ディ・カドーレ (BL)

### 気候分類・地震分類
サウリスにおけるイタリアの気候分類 (it) および度日は、zona F, 4437 GGである。
また、イタリアの地震リスク階級 (it) では、zona 2 (sismicità media) に分類される。

## 行政

### 分離集落
サウリスには、以下の分離集落（フラツィオーネ）がある。
- Lateis, Sauris di Sopra, Sauris di Sotto (sede municipale)